# Der Kampf um die Macht
Der Kampf um die Macht (Originaltitel: The Mighty) ist ein US-amerikanisches Filmdrama aus dem Jahr 1929 von John Cromwell mit George Bancroft und Esther Ralston in den Hauptrollen. Das Drehbuch des Films, der auch in einer Stummfilmfassung gedreht wurde, basiert auf einer Originalstory von Robert N. Lee.

## Handlung
Blake Greeson, ein furchtloser Handlanger des Gangsters Sterky, wird zum Militärdienst eingezogen und zieht in den Krieg. Greeson genießt seine Siege im Kampf und wird von Jerry Patterson bewundert, der Angst hat zu kämpfen. Als Jerry sich Greeson gegenüber bewähren will, wird er tödlich verwundet, doch bevor er stirbt, muss Greeson versprechen, seiner Familie von seiner Tapferkeit zu erzählen. 
Greeson kehrt als Major und Kriegsheld nach Hause zurück, doch als er die Position des Polizeichefs annimmt, missbilligt dies Louise, Jerrys Schwester. Als eine rivalisierende Bande jedoch einen Banküberfall plant, schickt Greeson seine Truppe, um sie festzunehmen, wodurch er das Gesetz aufrechterhält und Louise gewinnt.

## Hintergrund
Gedreht wurde der Film ab dem 29. Juni 1929.

## Veröffentlichung
Die Premiere des Films fand am 16. November 1929 statt. 1931 kam er in Österreich in die Kinos.

## Kritiken
Mordaunt Hall von der The New York Times bemängelte, dass die Erzählung zu episodisch werde, daher sei das Drama nicht besonders spannend. Regisseur Cromwell lasse auch Ereignisse geschehen, ohne genügend Zeit für Spannung zu geben.
Die Variety sah in der breiten Ausnutzung von Archivaufnahmen für die Kriegsszenen keine Hilfe für den Film. Die vitale Heldenfigur Bancrofts werde damit verschwendet.